# HM Большого Пса
HM Большого Пса (лат. HM Canis Majoris) — одиночная переменная звезда в созвездии Большого Пса на расстоянии приблизительно 4270 световых лет (около 1309 парсеков) от Солнца. Видимая звёздная величина звезды — от +11,97m до +8,9m.

## Характеристики
HM Большого Пса — эруптивная переменная звезда типа UV Кита (UV).